# چراغ‌کوسه بزرگ
چراغ‌کوسه بزرگ (نام علمی: Etmopterus princeps) نام یک گونه از راسته خاردارکوسه‌سانان است.